# 筑後市立病院
筑後市立病院（ちくごしりつびょういん）は、地方独立行政法人筑後市立病院が福岡県筑後市に設置する病院である。福岡県災害拠点病院（地域災害拠点病院）や地域医療支援病院、第二種感染症指定医療機関等に指定されている。

## 診療科
- 内科
- 血液内科
- 消化器内科
- 循環器内科
- 呼吸器内科
- 小児科
- 腎臓内科
- 内分泌・代謝内科
- 外科
- 脳神経外科
- 整形外科
- 産婦人科
- 眼科
- 耳鼻咽喉科
- 泌尿器科
- 放射線科
- 麻酔科

## 医療機関の指定・認定
- 保険医療機関[2]
- 労災保険指定医療機関[2]
- 指定自立支援医療機関（更生医療・育成医療）[2]
- 身体障害者福祉法指定医の配置されている医療機関[2]
- 生活保護法指定医療機関[2]
- 指定小児慢性特定疾病医療機関[2]
- 難病の患者に対する医療等に関する法律に基づく指定医療機関[2]
- 原子爆弾被害者一般疾病医療機関[2]
- 第二種感染症指定医療機関[2][3]
- 地域医療支援病院[2]
- 災害拠点病院（地域[4]）[2]
- 臨床研修病院（管理型[5]）[2]
- 在宅療養後方支援病院[2]
- DPC対象病院[2]
- 救急告示医療機関[2]
- 病院群輪番制参加医療機関[2]
- 福岡県DMAT指定医療機関[6]
- 久留米大学医学部教育関連病院[6]
- 公益財団法人日本医療機能評価機構認定病院[7]
- このほか、各種法令による指定・認定病院であるとともに、各学会の認定施設でもある。

## 交通アクセス
- JR九州鹿児島本線「羽犬塚駅」より徒歩15分[8]
- 西鉄バス「筑後市立病院前」停留所下車[8]